# فريدريك ويلهلم وولف
فريدريك ويلهلم وولف (بالألمانية: Friedrich Wilhelm Wolff)‏ هو نحات ألماني، ولد في 6 أبريل 1816 في Fehrbellin ‏ في ألمانيا، وتوفي في 30 مايو 1887 في برلين في ألمانيا.